# Без наглих скокова
Без наглих скокова је четврти студијски албум српског рок бенда Галија.

## Списак песама
На албуму се налазе следеће песме:

## Чланови групе
- Ненад Милосављевић
- Предраг Милосављевић
- Бранислав Радуловић
- Зоран Радосављевић
- Саша Локнер
- Бобан Павловић